# Abbaye Saint-Symphorien de Zurlauben
L'abbaye Saint-Symphorien (Kloster Sankt Symphorian en allemand) est une ancienne abbaye bénédictine à Zurlauben, dans le Land de Rhénanie-Palatinat et le diocèse de Trèves, active du VIIe au IXe siècle.

## Histoire
L'abbaye est fondée dans la première moitié du VIIe grâce à l'archevêque Modoald. À la différence d'autres abbayes fondées à cette époque, l'abbaye Saint-Symphorien a ses propres ressources. La première abbesse est la sœur de l'archevêque, Sévéra. L'abbaye n'a sans doute pas adopté dès sa création les règles bénédictines. Sa fondation est liée à la mission hiberno-écossaise (en).
L'archevêque, sa sœur et d'autres personnes ecclésiastiques comme les évêques Bonosus et Abrunculus se font enterrer ici.
L'église abbatiale est mentionnée pour la première fois en 864. Le monastère subit les invasions normandes, notamment en 882. On ne sait pas alors si la vie s'est arrêtée après.
La propriété du monastère revient un temps soit au stift Saint-Paulin, soit à l'Abbaye Saint-Martin de Trèves. L'église est un temps l'église de la paroisse de Sirzenich et Lohrig. Plus tard, l'église serait devenue la propriété de Saint-Martin. L'église est mentionnée comme église paroissiale en 1057 et 1393. Les ruines sont évacuées en 1665.

## Source de la traduction
- (de) Cet article est partiellement ou en totalité issu de l’article de Wikipédia en allemand intitulé « Kloster St. Symphorian » (voir la liste des auteurs).